# كرار سميدول إسلام
كرار سميدول إسلام (مواليد 15 يوليو 1981) هو سبّاح بنغلاديشي، مثّل بلاده في الألعاب الأولمبية الصيفية 2000.

## روابط خارجية
كرار سميدول إسلام على موقع الاتحاد الدولي للسباحة (الإنجليزية)
- كرار سميدول إسلام على موقع أوليمبيديا (الإنجليزية)
- كرار سميدول إسلام على موقع اتحاد ألعاب الكومنولث (مؤرشف) (الإنجليزية)